# Australian Professional Championship 1970
Die Australian Professional Championship 1970 war ein professionelles Snookerturnier zur Ermittlung des australischen Profimeisters, das im Rahmen der Saison 1970/71 vom 26. Juli bis zum 30. August 1970 in den Räumlichkeiten von Hieron and Smith in Sydney ausgetragen wurde. Der Sieger des als Jeder-gegen-jeden-Turniers ausgetragenen Events wurde Eddie Charlton vor Warren Simpson. Charltons 120er-Break war zudem das höchste Break des Turnieres.

## Turnierverlauf
Die sieben Teilnehmer ermittelten den Turniersieger in einer Round-Robin-Gruppe. Alle Spiele gingen über 21 Frames. Die Auflistung der Gruppenspiele erfolgt in alphabetischer Reihenfolge.
| Pos. | Spieler        | Partien | S | N | Frames | Diff. |
| ---- | -------------- | ------- | - | - | ------ | ----- |
| 1    | Eddie Charlton | 6       | 6 | 0 | 100:26 | +74   |
| 2    | Warren Simpson | 6       | 4 | 2 | 71:55  | +16   |
| 3    | Norman Squire  | 6       | 4 | 2 | 70:56  | +14   |
| 4    | Paddy Morgan   | 6       | 4 | 2 | 64:62  | +2    |
| 5    | Alan McDonald  | 6       | 2 | 4 | 58:68  | −10   |
| 6    | Rex King       | 6       | 1 | 5 | 45:81  | −36   |
| 5    | Newton Gahan   | 6       | 0 | 6 | 33:93  | −60   |

| Spiel | Spieler 1      | Ergebnis  | Spieler 2      |
| ----- | -------------- | --------- | -------------- |
| 1     | Eddie Charlton | 615:615   | Alan McDonald  |
| 2     | Eddie Charlton | 516:516   | Warren Simpson |
| 3     | Eddie Charlton | 417:417   | Rex King       |
| 4     | Eddie Charlton | 318:318   | Paddy Morgan   |
| 5     | Eddie Charlton | 219:219   | Newton Gahan   |
| 6     | Eddie Charlton | 615:615   | Norman Squire  |
| 7     | Rex King       | 1011:1011 | Newton Gahan   |
| 8     | Alan McDonald  | 516:516   | Newton Gahan   |
| 9     | Alan McDonald  | 912:912   | Rex King       |
| 10    | Paddy Morgan   | 714:714   | Newton Gahan   |
| 11    | Paddy Morgan   | 516:516   | Rex King       |

| Spiel | Spieler 1      | Ergebnis  | Spieler 2      |
| ----- | -------------- | --------- | -------------- |
| 12    | Paddy Morgan   | 912:912   | Alan McDonald  |
| 13    | Paddy Morgan   | 1011:1011 | Norman Squire  |
| 14    | Warren Simpson | 615:615   | Newton Gahan   |
| 15    | Warren Simpson | 714:714   | Alan McDonald  |
| 16    | Warren Simpson | 714:714   | Rex King       |
| 17    | Warren Simpson | 813:813   | Paddy Morgan   |
| 18    | Norman Squire  | 318:318   | Newton Gahan   |
| 19    | Norman Squire  | 912:912   | Rex King       |
| 20    | Norman Squire  | 1011:1011 | Warren Simpson |
| 21    | Norman Squire  | 813:813   | Alan McDonald  |

## Century Breaks
Während des Turnieres spielte Eddie Charlton vier Century Breaks: 120, 105, 102 und 100.